# Пивоварня у Звежинці
Пивоварня у Звежинці — історична пивоварня з початку XIX століття, розташована у Звежинці. Власником заводу є Державне казначейство, а орендар — Перла — Любельська пивоварня. 

## Історія

### Пивоварня садиби Замойських
Пивоварня в Звежинці була заснована як частина положень про Замостя Станіслава Костки Замойського на початку XIX століття. Перші будівлі, до яких входили: пивна фабрика, підвали, склади, беднарнія та возовня, збудовані в 1805-1806 роках на місці колишньої резиденції Замойських. Будівництвом керував бригадир Ґжегож Состакевич, а за початок виробництва пива відповідав шотландський пивовар Джон Макдональд. У 1806-1810 роках варили тут пиво англійського портерного типу.
У 1810 році пивоварня зазнала пожежі. Однак вона була швидко перебудована після руйнування. У 1834-1836 роках її розширили та модернізували. У той час її оснастили паровим двигуном, а в новому крилі встановили солодовий млин.
З 40-х років завод орендувала Ординація Замойська. У 1866-1878 роках вона припинила діяльність. Більшість її обладнання було продано. У 1878 році, після чергового розширення та придбання нового обладнання, її було відновлено.
Під час Першої світової війни завод був знищений, і ненадовго припинив свою діяльність. Діяльність відновилась після 1922 року. У міжвоєнний період родина Замойських зобов’язалася просувати пивоварню та розповсюджувати своє пиво по всій Польщі. З цією метою, в тому числі, в 1929 році Моуріцій Замойський доручив художнику Войцеху Коссаку підготувати дизайн плаката із зображенням солдата і з гаслом: «Пийте пиво пивоварні. Звежинець над Вепром Ординації Замойської».
Після реконструкції у 20-х роках завод був обладнаний двома паровими машинами, трьома електродвигунами, одним генератором та двома котлами низького тиску. На його місці було збудовано вузькоколійку, яка з'єднувала його з пилорамою та деревообробною фабрикою.
У 1939-1944 роках пивоварня перебувала під управлінням Німеччини.

### Державна пивоварня
Після Другої світової війни та ліквідації постанови пивоварня була націоналізована. Спочатку вона діяла під керівництвом сільськогосподарського кооперативу «Samopomoc Chłopska» у Звежинці. У 1950 році перейшла у володіння Звежинецьких Фабрик Пивоварно-Солодових, які мали пивоварні в Звежинці та Замості, а також до гуртовні пива у Замості та Білгораї. У наступні роки обладнання пивоварні багато разів модернізовувалося та знову розширювалось. Крім усього іншого, у 1975 році була побудована нова котельня.
У 1970 році пивоварня в Цвіржинці та її філії були об'єднані з пивоварнею в Любліні, під управлінням якої вона перебувала до початку 90-х. років XX століття. У 80-х роках XX століття на пивоварні був запущений новий завод по розливу пива, проведено капітальний ремонт основної будівлі.

### Пивоварня в оренді Перли
Після реструктуризації польської пивоварної галузі орендавцями пивоварні в Звежинці були у 1992-2010 роках послідовно спілки Пивоварні заводи у Любліні та Перла — Люблінська пивоварня.
У 2008 році фірма Перла — Люблінська пивоварня після продовження договору оренди до 2033 року припинила виробництво пива на пивоварні та перемістила його на пивоварню в Любліні. Відтоді на заводі був відкритий лише цех по розливу. Питання раптового припинення виробництва пива на пивоварні та звільнення деяких працівників стало в 2009 році причиною аудиту Вищої аудиторської служби. Розслідування показало грубе порушення у 2008 році правових принципів, за якими має здаватися в оренду майно, що належить до казначейства. У 2010 році Перла — Люблінська пивоварня відмовилась від подальшої оренди пивоварного заводу. Більшість обладнання заводу, яке перейшло до Любліна, було демонтовано.
У 2011 році відбувся тендер, який обрав нового орендодавця заводу. Відповідно до договору, укладеного з старостою повіту, орендар повинен був відновити виробництво протягом одного року. Однак переможець процедури не виконав контракт, і в 2012 році був запущений новий тендер. Після його завершення орендарем заводу знову стала Перла — Люблінська пивоварня.
Кілька років родина Замойських намагається повернути пивоварню в Звежинці.

## Опис пивоварні

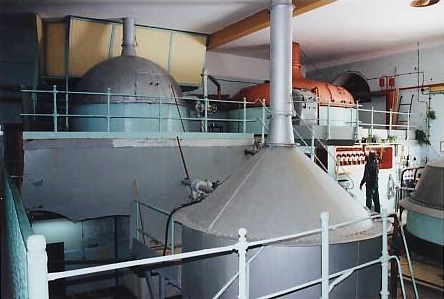
Колишній варильний цех у пивоварні в Звежинці

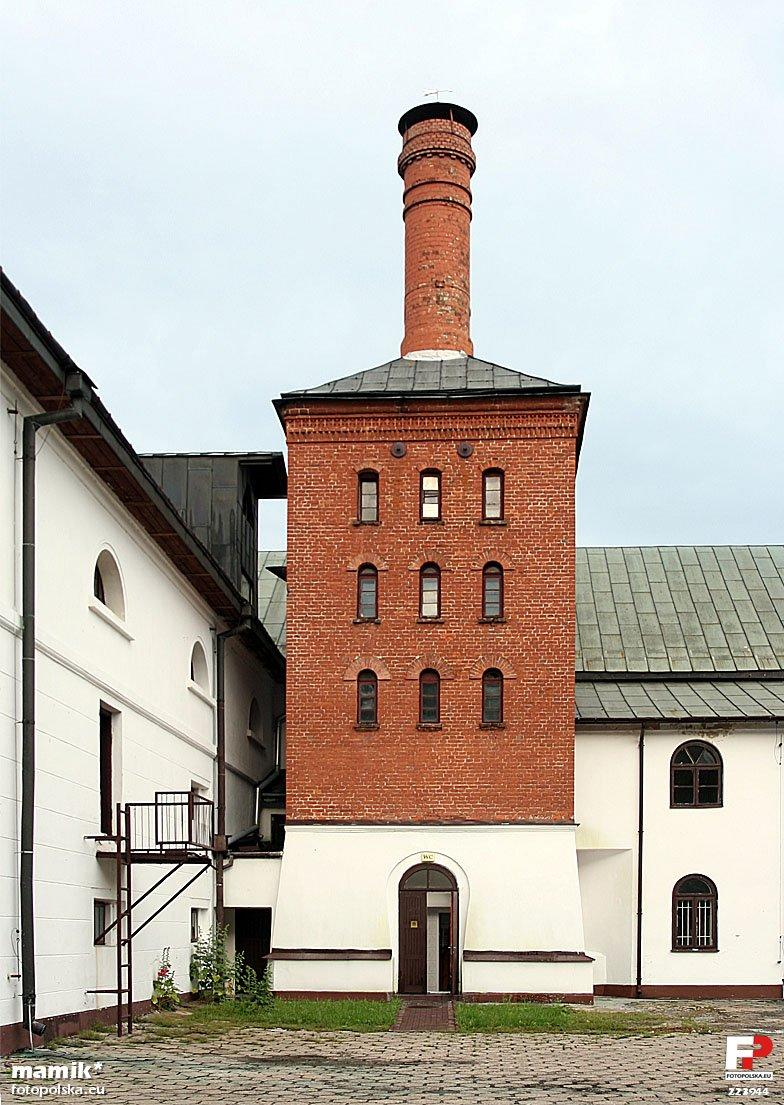
Колишня солодівня пивоварні Звежинці

Комплекс пивоварні в Звежинці складається з двох частин, розділених вулицею Браварною. Так звана. Стара пивоварня — це насамперед історична головна будівля XIX століття у формі підкови. Це триповерховий, рустикований, оштукатурений та вкритий бляшаним двоскатним дахом будинок. Він включає колишню ферментаційну установку з відкритими чанами та старовинним пивоварним заводом з перфоратором 140 гл. До основного корпусу з фасаду примикає солодовий склад (колишня солодівня та сушарня). На звороті, у свою чергу, побудована у 70-х роках XX століття котельня. До головного корпусу також примикають: колишня пожежна кімната, кілька господарських споруд та майстерні. Найхарактерніша з них — історичний консьєрж біля головних воріт.
Навпроти головної будівлі, з іншого боку вулиці Браварної, знаходиться так звана нова пивоварня. Це сукупність промислових споруд, споруджених під час останньої модернізації та розширення пивоварного заводу у Звежинці (60-их, 70-их та 80-их років XX століття). До 2010 року тут розміщувались виробничі відділи заводу зберігання та розливу. У 2013 році в цих будинках було встановлено нову лінію виробництва пивоварні потужністю 34 000 га на рік. Новим обладнанням (пивоварня, унірезервуари) забезпечила чеська компанія «Destila».
У пивоварному комплексі в Звежинці, окрім промислових та господарських будівель, також є кілька житлових будинків (зокрема, історична вілла Боров'янка) та гідрофорний завод з глибинним колодязем.

## Літня кіноакадемія
З 2000 року під час курортного сезону у дворі перед головним корпусом пивоварні щорічно проводиться захід під відкритим небом, який є частиною Літньої кіноакадемії.

## Дивись також
- Пивоварні у Польщі
- Звежинець (пиво)